# Pukguksong-2
Die Pukguksong-2 ist eine ballistische Mittelstreckenrakete, die sich derzeit in Nordkorea in Entwicklung befindet. Je nach Transkription wird sie auch Pukkuksong-2 oder Bukgeuksong-2 geschrieben. Alternative Bezeichnung KN-15.

## Technik und Entwicklung
Erstmals wurde die Pukguksong-2 am 12. Februar 2017 zu einem Testflug gestartet. Sie wurde im Nordwesten Nordkoreas abgefeuert und flog etwa 500 km in östliche Richtung, wo sie im Japanischen Meer niederging. Ein Sprengkopf war nicht an Bord. Zunächst wurde vom südkoreanischen Militär ein Test der BM25 Musudan vermutet. Nordkorea verkündete jedoch nach dem Abschuss den erfolgreichen ersten Test der neuen Pukguksong-2. Tatsächlich war auf Videoaufnahmen des Starts kein typisch orangeroter Feuerstrahl zu sehen, wie er durch den Flüssigtreibstoff der Musudan entsteht, sondern ein gelblicher Strahl. Sie gilt als landgestützte Weiterentwicklung der Pukguksong-1, welche von U-Booten aus abgefeuert wird. Nach koreanischen Angaben ist die Rakete ebenso wie ihre Vorgängerin in der Lage, Atomsprengköpfe zu transportieren.
Gestartet wird die Rakete aus einem Container mittels Gasdruck, erst in der Luft zündet das Feststoffraketentriebwerk. Das Startfahrzeug ist Analysten zufolge eine koreanische Eigenentwicklung.

## Einsatz
Am 21. Dezember 2024 erschienen in Telegram-Gruppen Videoaufnahmen aus der Oblast Tjumen, bei denen ein Güterzug mit mehreren nordkoreanischen Waffensystemen, darunter die M-1978 Koksan, aber auch die KN-15, in Russland zu sehen waren. Die Fahrzeuge wurden vermutlich im Zuge der russisch-nordkoreanischen Militärkooperation an das Russische Heer für den Einsatz im Ukraine-Krieg übergeben.